# Brunehamel
Brunehamel ist eine französische Gemeinde mit 458 Einwohnern (Stand 1. Januar 2022) im Département Aisne in der Region Hauts-de-France (vor 2016 Picardie). Sie gehört zum Arrondissement Vervins, zum Kanton Vervins und zum Gemeindeverband Portes de la Thiérache.

## Geographie
Die Gemeinde Brunehamel liegt im Osten der Thiérachean der Quelle des Flusses Brune an der Grenze zum Département Ardennes. Nachbargemeinden von Brunehamel sind Aubenton im Norden, Mont-Saint-Jean im Nordosten, Les Autels und Résigny im Südosten, Parfondeval im Südwesten, Dohis im Westen sowie Iviers im Nordwesten.

## Bevölkerungsentwicklung
| Jahr                       | 1962 | 1968 | 1975 | 1982 | 1990 | 1999 | 2006 | 2012 | 2021 |
| Einwohner                  | 666  | 636  | 592  | 652  | 508  | 511  | 536  | 522  | 453  |
| Quellen: Cassini und INSEE |      |      |      |      |      |      |      |      |      |

## Sehenswürdigkeiten

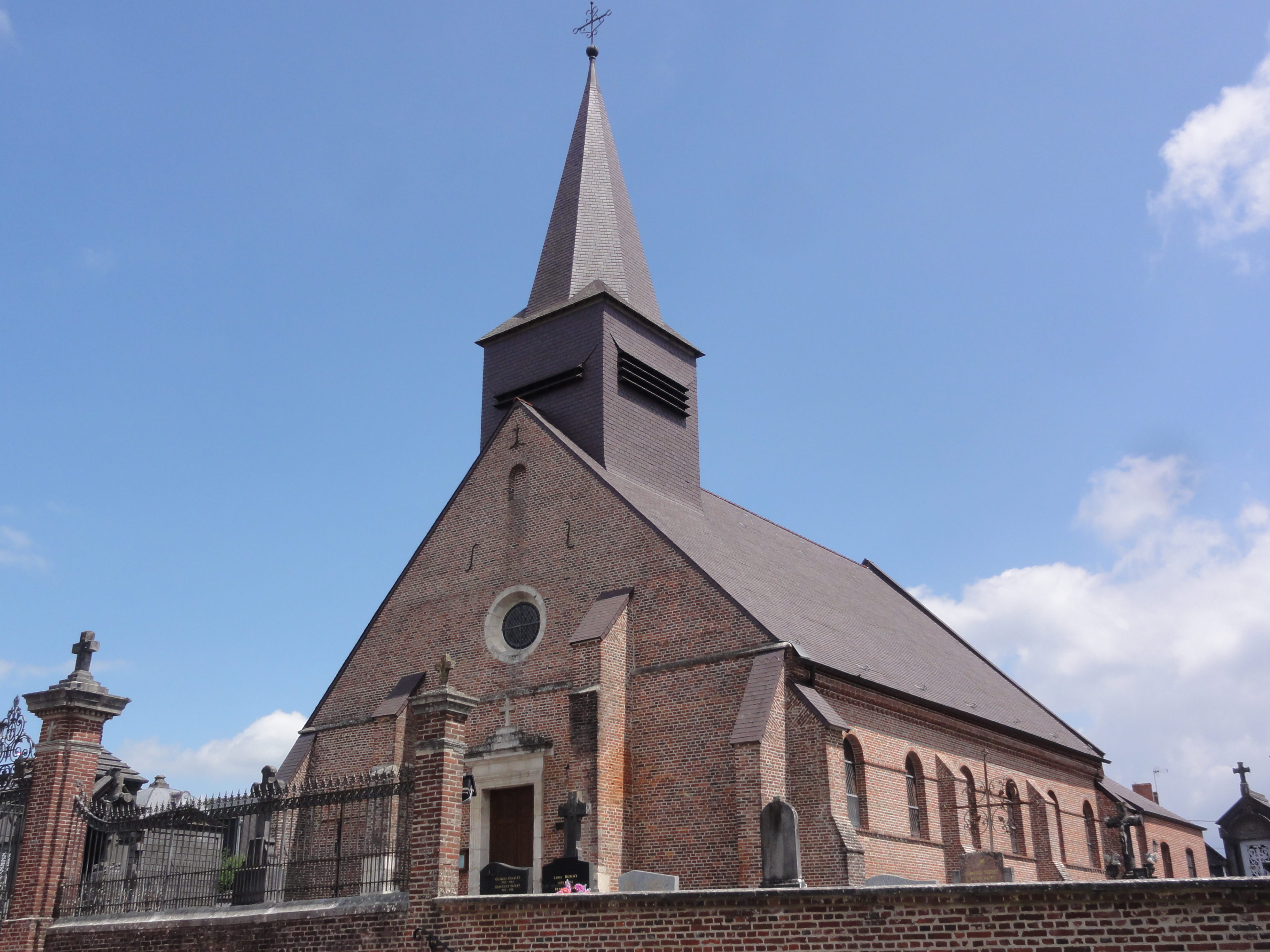
Kirche Saint-Nicolas
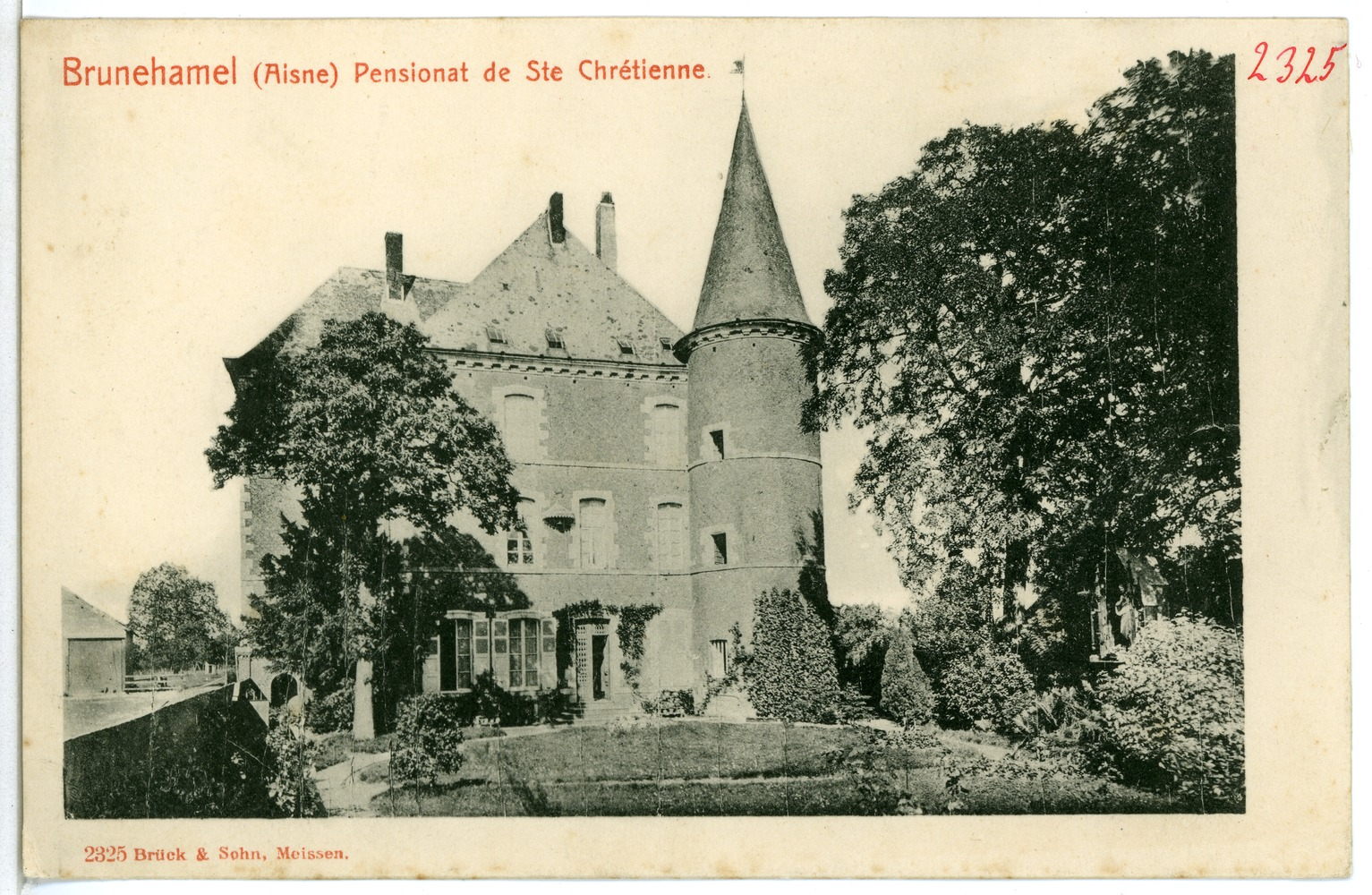
Schloss (ehemaliges Pensionat Saint-Chrétienne) 1902
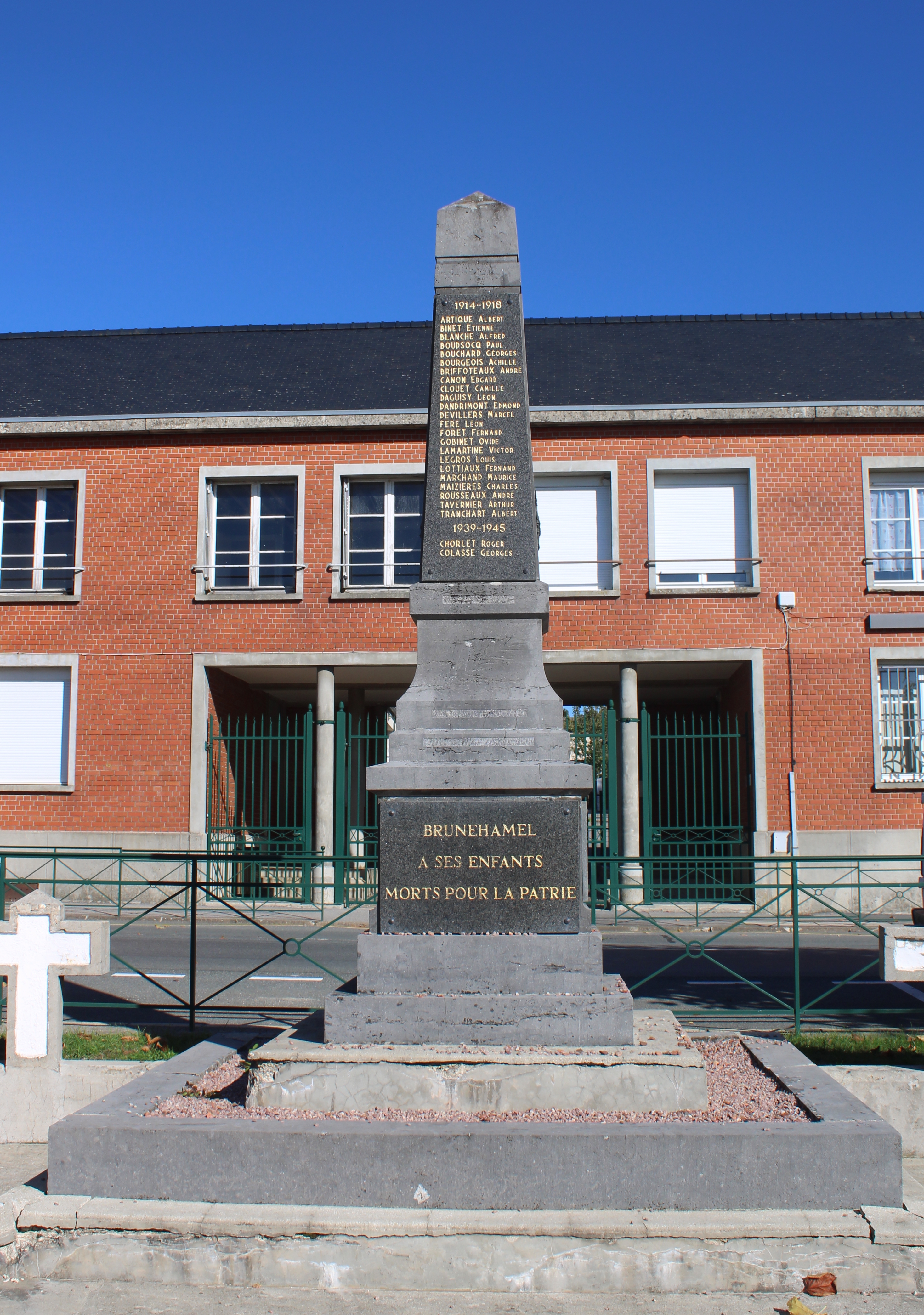
Gefallenendenkmal

- Schloss
- Wasserturm
- vier Lavoirs

- Kirche Saint-Nicolas
- Schloss (ehemaliges Pensionat Saint-Chrétienne) 1902
- Gefallenendenkmal